# Zbroj

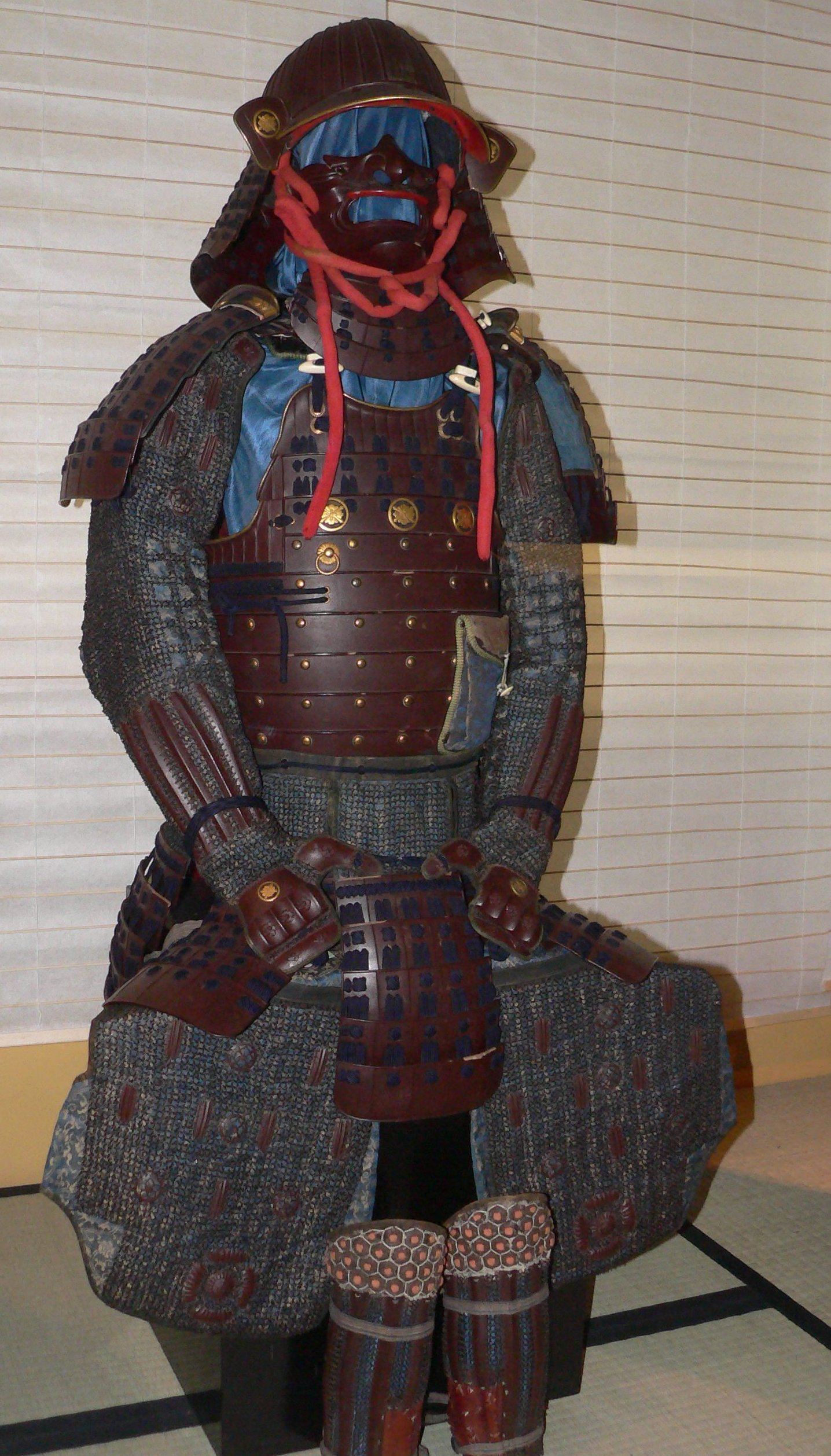
Dobová samurajská zbroj z Japonska

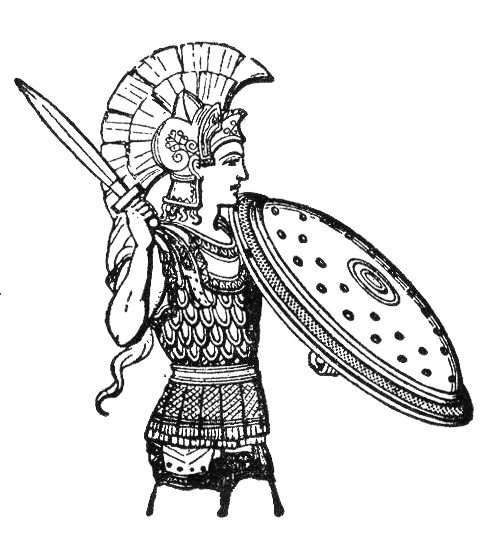
Antická řecká zbroj

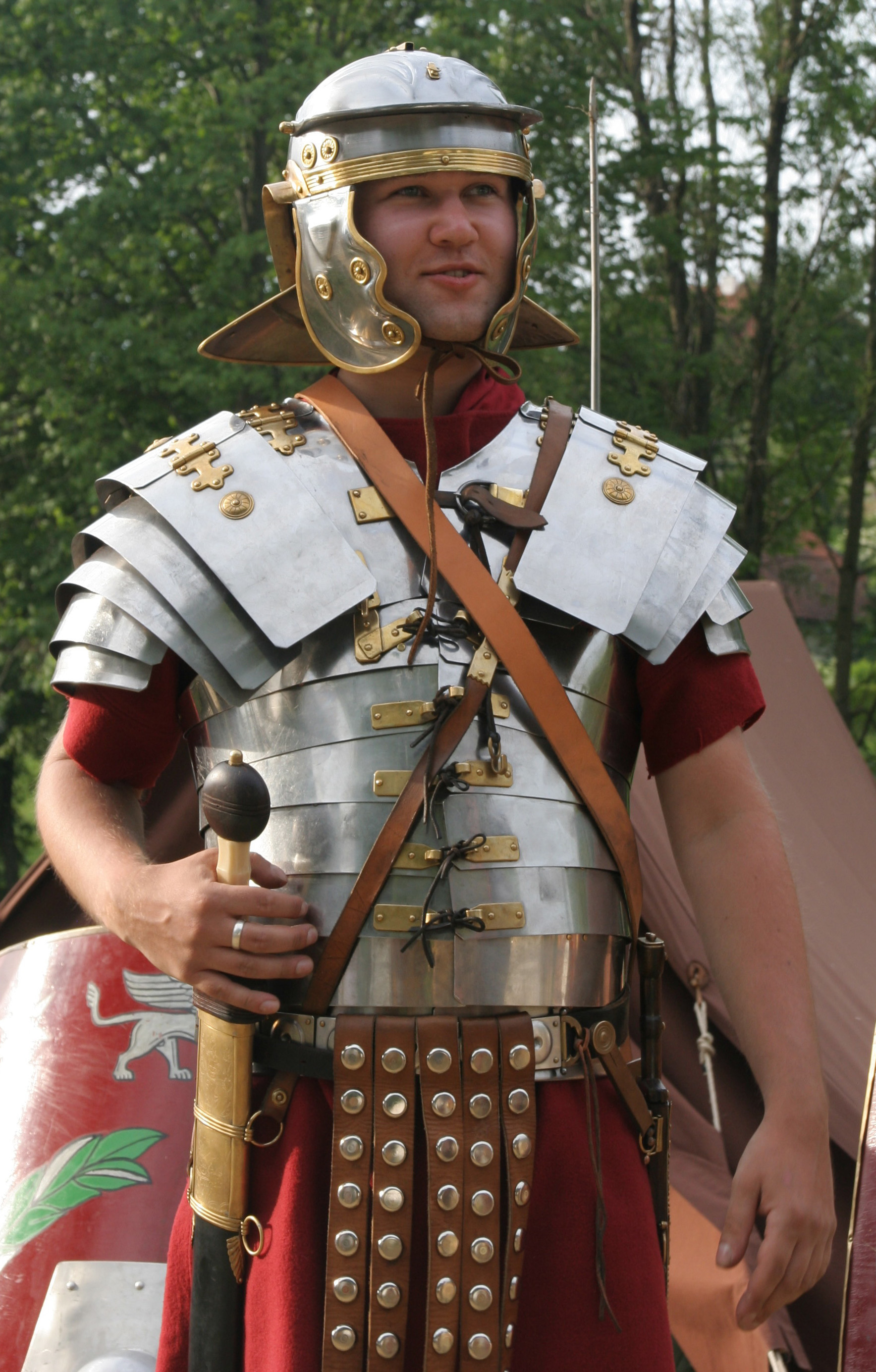
Římský legionář ve zbroji zvané lorica segmenta

Zbroj je ochranné odění vojáka či bojovníka, vyrobené nejčastěji z kovu nebo z kůže. Ochrana poskytovaná zbrojí je tzv. ochrana pasivní – je určený k absorpci nebo odvrácení fyzických útoků. Zbroj se v průběhu staletí různě vyvíjela také v závislosti na zeměpisných a kulturních podmínkách.

## Antická zbroj

### Řecká zbroj
Řečtí těžkooděnci tzv. hoplíté se již na přelomu 7. a 8. století př. n. l. chránili lehčí plátovou zbrojí podobnou zbroji středověkých rytířů. Jejími hlavními částmi byl kovový pancíř, chrániče holení, přilba a velký okrouhlý štít. K plechovému pancíři, který se skládal z předního a zadního dílu a zapínal se na boku, byly přivěšeny závěsky (mitra, třásně), které chránily podbřišek. Někteří těžkooděnci nosili ještě chrániče kotníků, chrániče stehen, kryjící část stehen pod závěsy a chránič předloktí, který se nosil na pravé paži (levá byla chráněna štítem). Všechny kovové části zbroje musely být podloženy kůží nebo látkou, stejně jako kovové přilby.

### Římská zbroj
Římské zbroje prošly dlouhým vývojem po celou dobu Římského impéria od prvních zbrojí, které se vyskytly již v 5. století př. n. l. (Tyto zbroje se skládaly z kyrysu a přilby klasického Řecko-korintského tvaru), až po klasické zbroje z 3. století n. l. (viz obr)

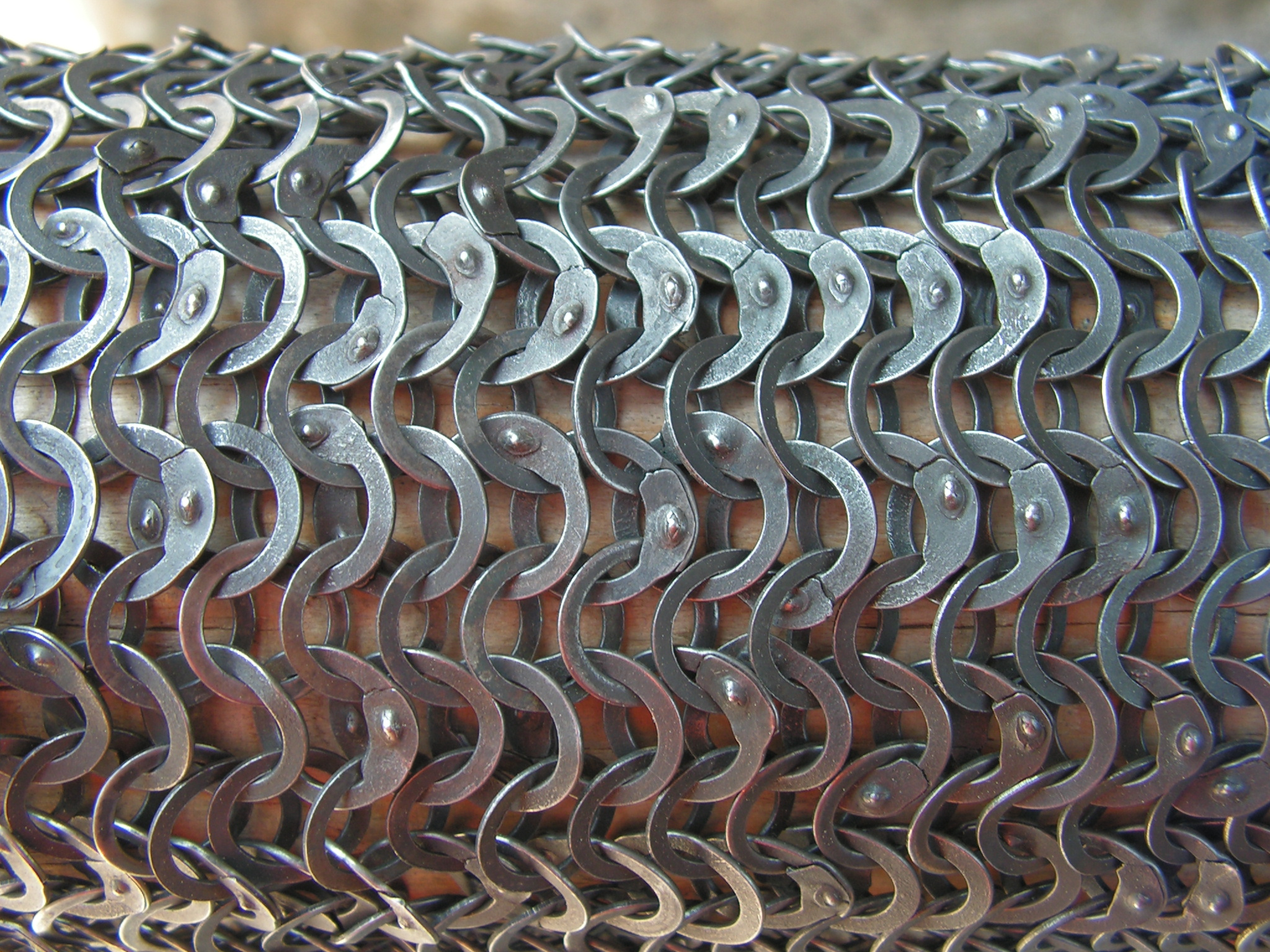
Detail kroužkové zbroje

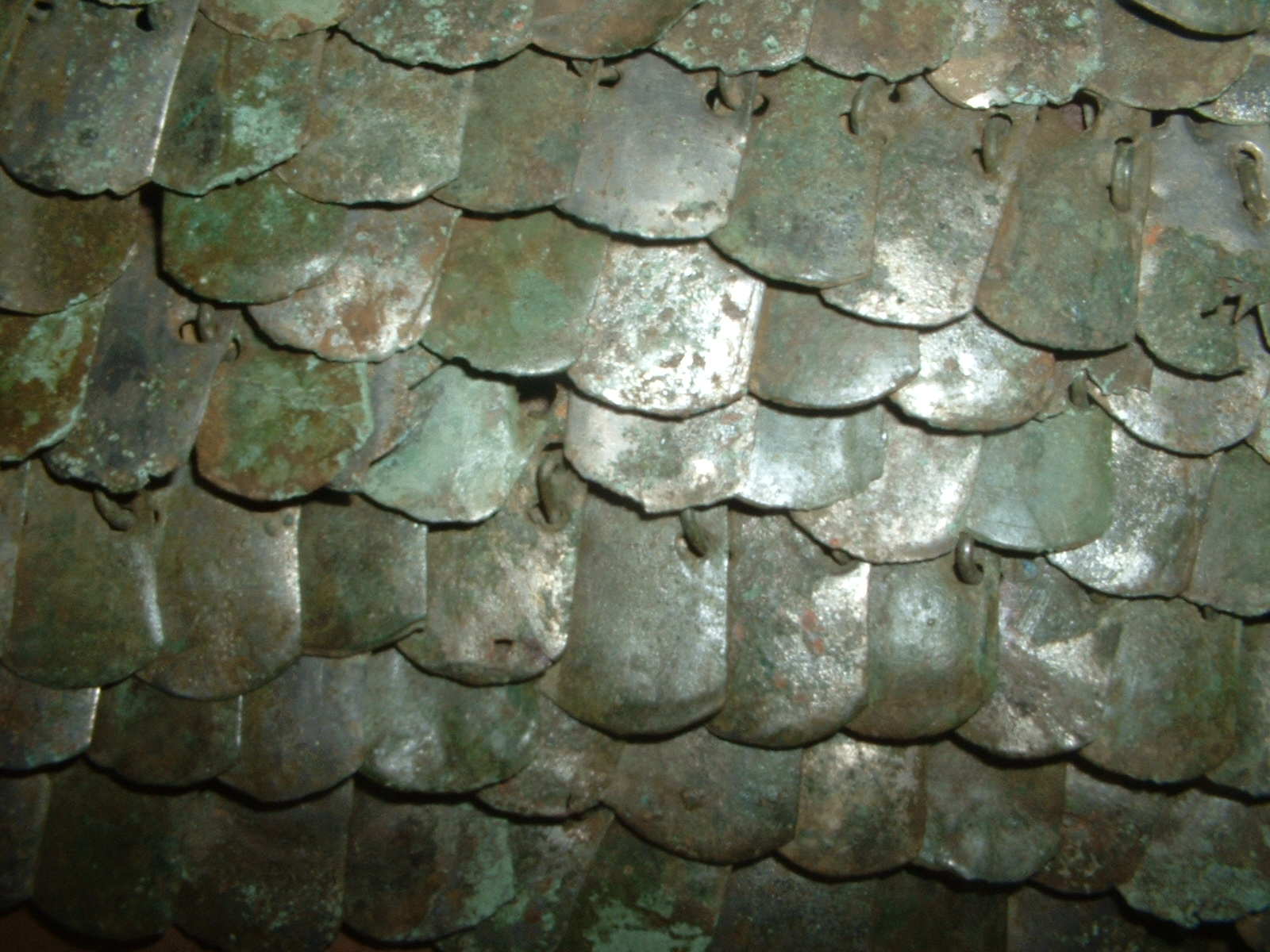
detail římské šupinové zbroje

## Raně středověká zbroj

### Prošívané a vycpávané zbroje
- Prošívaná zbroj tzv. prošívanice je sešitý kabátec z mnoha vrstev textilního nebo koženého materiálu,
- Vycpávaná zbroj tzv. vycpávanice byla ušita z vnější a vnitřní látkové vrstvy, které byly prošity a do vzniklých tunelů se cpala koudel, vlna, popřípadě další dostupné měkké materiály.

Obě tyto zbroje se nosily pod těžšími zbrojemi (Plátová, kroužková...) nebo je naopak nosila nepříliš majetná vrstva, která je na povrchu zesilovala (např. smolným nátěrem, kůží, řetězy…)

### Brnění
Brnění, též brň, je označení pouze kroužkové zbroje. Ta se vyráběla spojováním miniaturních kovových kroužků. Konce každého kroužku byly spojeny buď nýtováním, nebo kováním. Levnější typy kroužkové zbroje byly vyráběny tak, že kroužky byly vysekané z plechu. Příkladem kroužkové zbroje je tzv. Svatováclavská zbroj.
Kroužková zbroj se v době své největší slávy skládala z kroužkové košile a nohavic.

### Falerová zbroj
Falerová zbroj se skládá z vysekaných kroužků tzv. „falér“, které se navlékly na kožené řemínky, jež se poté našily na látkový podklad.

### Šupinová zbroj
Základem tohoto typu zbroje je textilní či kožený podklad, na který jsou následně přišity či přinýtovány plechové šupiny. Takovýto typ zbroje se poprvé objevil ve starověku (Asýrie, Řecko, Řím, Egypt atd.). V Řecku mezi hoplíty se objevily zbroje z kůže a kovových desek nebo kovové desky všité mezi 2 vrstvy látky. Římané tuto zbroj nazývali lorica squamata. V Evropě byla využívána až do konce 12. a 13. století. Její vzhled je zdokumentován např. v Bibli Karla Holého či Svatohavelském Žaltáři. Jelikož nebyla dost odolná hlavně proti bodným ranám, byla později nahrazena lamelovou či spíše kroužkovou zbrojí.

### Lamelová zbroj
Tato zbroj je velmi podobná zbroji šupinové, avšak liší se tím, že je vyrobena z tzv. lamel (kožených, či železných) a nemusí být našita na pevný podklad.

### Ochrana nohou
Ochranné odění v této době sahalo zpravidla pod kolena. Nohy byly chráněny nízkou koženou obuví s řemeny, jimiž byla noha hustě ovinuta až ke kolenu. V 11. století se zlepšila i ochrana nohy a bojovník oblékal jakousi punčochu pokrytou kovovými lamelami či vyrobenou z kroužků. Nejprve chránila nohu jen zepředu, ale koncem 11. století již kryla celý obvod nohy včetně chodidla.

### Přilba

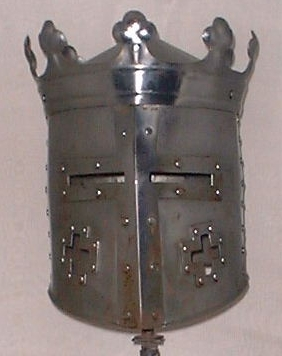
Zdobená kbelcová přilba

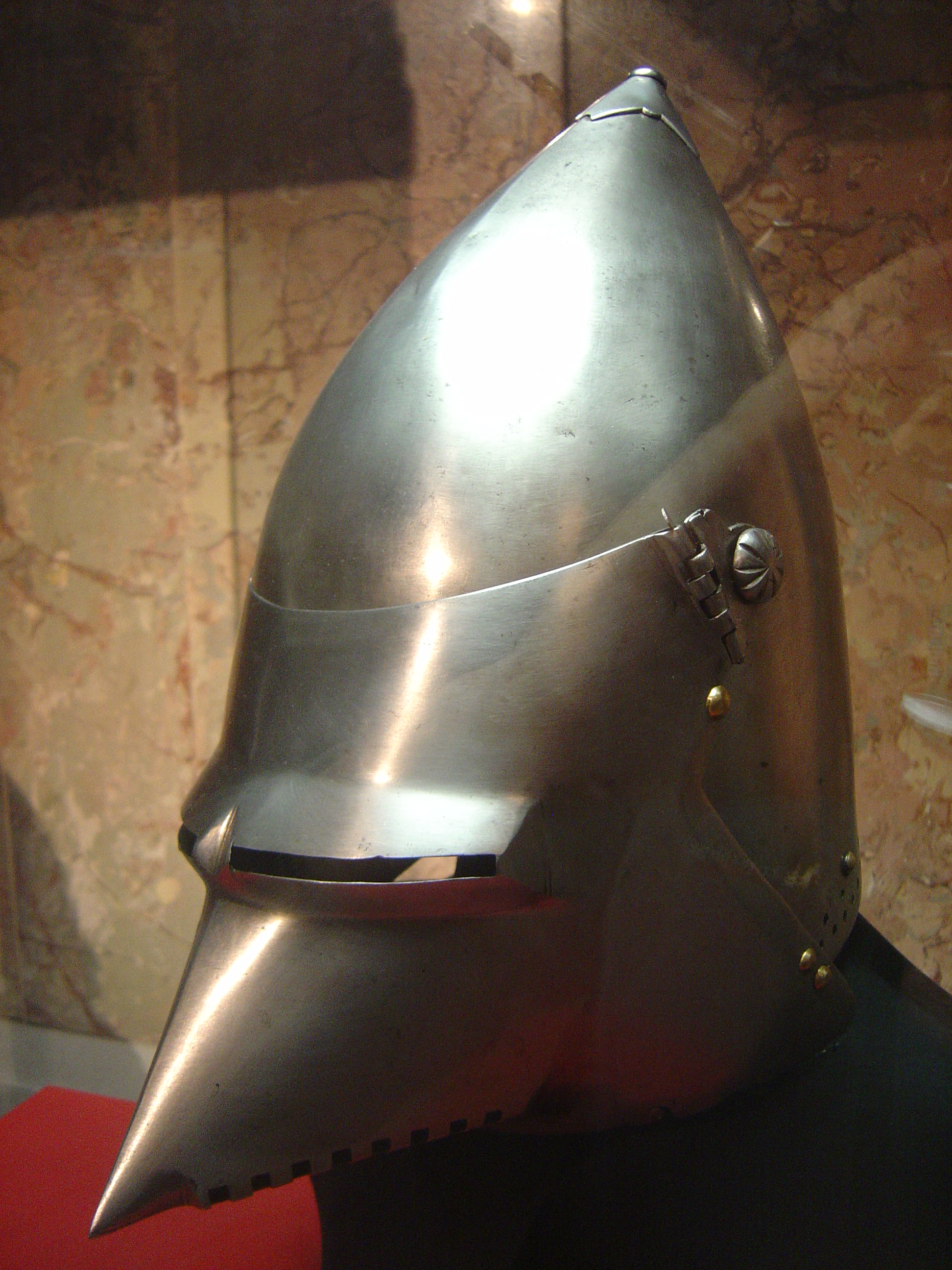
Šlap se psím čumákem

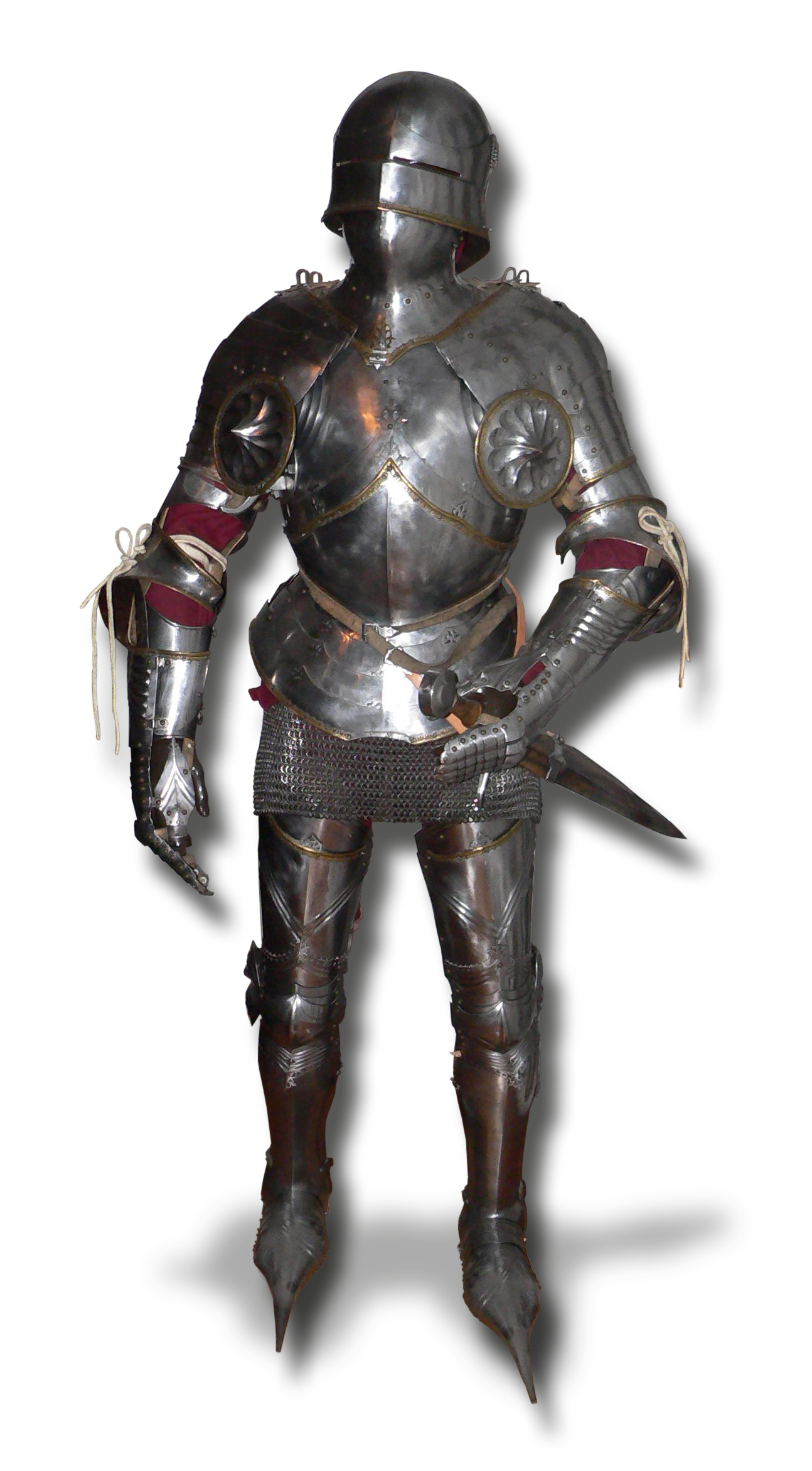
Německá plátová zbroj z konce 15. století

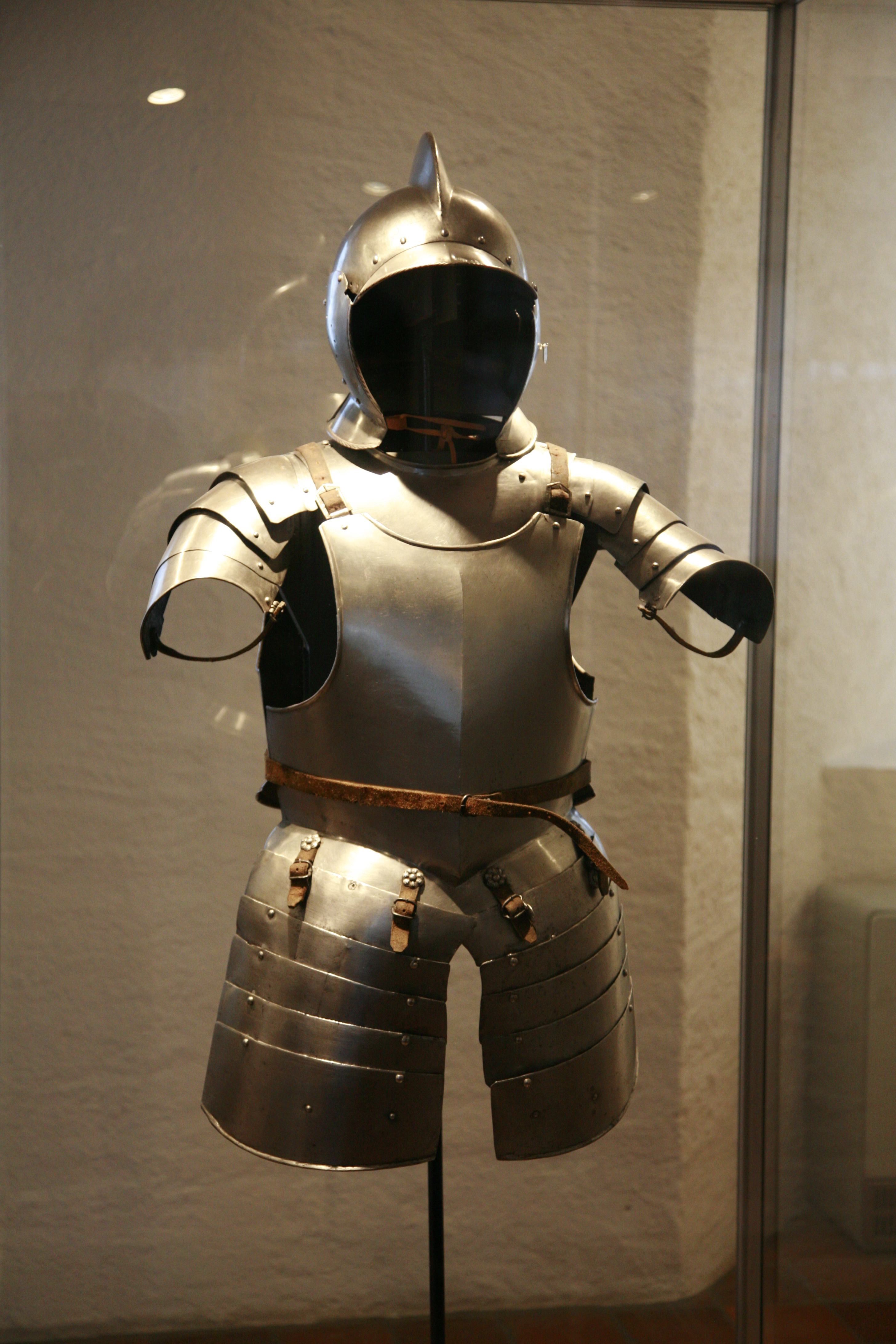
raně novověká půlzbroj z přelomu 16. a 17. století, střední Evropa

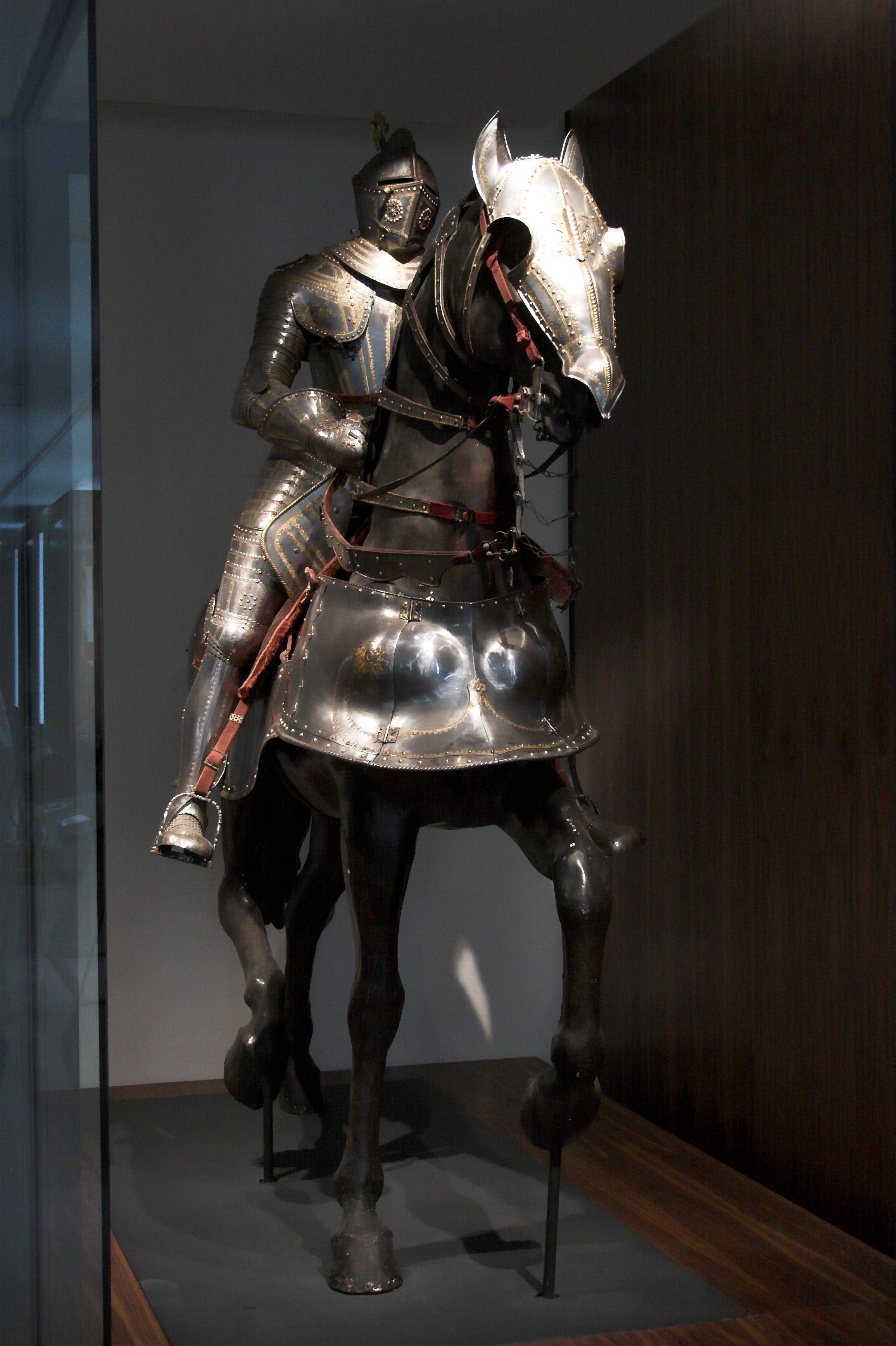
Kompletní zbroj těžkooděnce a koně z počátku 17. století

Další částí zbroje byla přilba. V období 10.–12. století převažoval typ kónické přilby s nánosníkem. Obdobou této přilby byla přilba s vyšším, polokulovitě zakončeným zvonem – tzv. kalota. Protože obličej nebyl u tohoto typu přileb příliš chráněn, rozšířil se nánosník ve druhé polovině 12. století do polokruhovité desky opatřené průduchy která přikryla zbytek obličeje a nechala volné pouze oči.

### Štít
Poslední částí ochranné zbroje byl štít, v 10. století ještě oválný od 11. století mandlovitý zakrývající téměř celou postavu bojovníka. Byl zhotoven ze dřeva potaženého surovou kůží a opatřen kovovou středovou puklicí a kováním na okrajích. Koncem 12. století ztratil štít mandlovité prohnutí a končil rovnou hranou. Pro rytířské turnaje se od poloviny 15. století užíval kolčí štít s okrouhlou prohlubní pro dřevce. Během 15. století byly zavedeny také české pavézy – obdélné nahoře rozšířené štíty, především obranné. Vynikají malovanou výzdobou a nápisy.

## Vrcholně středověká zbroj
Nejlépe vybavenou složkou vojska byla těžkooděná jízda, která byla vybavena úplnou ochrannou zbrojí. Až do 14. století tvořilo její základ kroužkové ochranné odění – brnění. Skládalo se z kroužkové košile s kapucí a kroužkových nohavic, bylo elastické a zajišťovalo poměrně dobrou ochranu. Vážilo okolo 12–15 kg a jen jeho košile, sahající ve 13. století do půli stehen, byla tvořena více než 12 000 kroužky z nichž musela být víc než polovina snýtována nebo spojena kováním. U exkluzivních typů byly nýtovány všechny kroužky. Přes ochranné odění navlékal bojovník tzv. varkoč. Okolo poloviny 13. století se objevily první plátové doplňky zbroje jako myšky a náloketnice. Dokonalejší ochranu hlavy zajišťovala náprsenková kapuce, která se používala od druhé poloviny 13. století. Natahovala se přes hlavu, spadala na ramena a prsa, a zdvojovala tak ochranu, kterou předtím obstarávala pouze kroužková košile. Další částí ochranné zbroje byla přilba. Počátkem 13. století převažovala kónická přilba s nánosníkem nebo kalota. Dokonalejší ochranu poskytovala hrncová přilba která byla ve 13. století typickou součástí výzbroje těžkooděné jízdy. Vzhledem ke své velké ceně nebyla ve výzbroji všech těžkooděnců. Ti se často spokojovali s ochranou kterou poskytovala kroužková kapuce, starší typy přileb nebo první železné klobouky. Počátkem 14. století nahradila hrncovou přilbu přilba kbelcová, pod kterou se nosila přilba zvaná cassis.

### Štít
Další částí zbroje byl štít. Antický štít řecký i římský byl kulatý. Od Římanů ho převzali také Germáni a Galové [zdroj?]. Od 11. do 13. století se nazýval normanský podle Normanů, kteří jej první užívali při dobývání Evropy. Měl kapkovitý tvar a byl značně veliký.
Vzhledem ke zdokonalení zbroje se v polovině 13. století zmenšil, získal tvar sférického trojúhelníku (tzv. heraldický štít) a chránil jezdce pouze do pasu.

### Vývoj vrcholně středověké zbroje
V průběhu 14. století prošla ochranná zbroj složitým vývojem, který směřoval k vytvoření celoplátové ochrany bojovníka. Počátkem 14. století byl těžkooděnec chráněn kroužkovým oděním s několika plátovými doplňky, přes něž oblékal poměrně dlouhý varkoč, který byl během 1. poloviny 14. století nahrazen koženou vestou vyztuženou kovovými lamelami sahající do půli stehen. Plátová vesta se oblékala přes kroužkovou košili a zdvojovala tak ochranu trupu. Ke stejnému účelu sloužily také prošívané kabátce ve kterých byla mezi dvěma vrstvami kůže nebo látky nacpána koudel nebo vlna a které byly křížem, svisle nebo příčně hustě prošity koženými pásky. Ve druhé polovině 14. století se lamely zvětšovaly. Tento trend vedl k vykování celých plátů chránících hruď (tzv. kyrys) a záda bojovníka. Podobným vývojem prošla ochrana rukou. Definitivně se oddělily prstové rukavice, které byly kombinací kůže s nanýtovanými plátky kovu. K náloketnicím přibyly pláty kryjící paži od ramen k lokti a ve druhé polovině 14. století již byla celá paže krytá anatomicky tvarovanými pláty kovu.

### Vrcholně středověká přilba
V průběhu první poloviny 14. století se přestala v boji používat těžká kbelcová přilba. Lehčí přilba (cassis, šlap) chránila poměrně dokonale hlavu kromě tváře krku a podbradí. Proto se kapuce z kroužkového pletiva připevňovala na spodní okraj přilby a spadala na prsa, ramena a záda jezdce a zlepšovala tak jejich ochranu. Tento kroužkový závěs byl běžným doplňkem rytířské přilby až do 15. století. Odložením těžké kbelcové přilby se zároveň jezdec zbavil ochrany obličeje, a proto bylo na lehčí typy přileb připevněno odnímatelné sklopné hledí. První typy se objevily již počátkem 14. století ale všeobecně se rozšířily až v průběhu druhé poloviny 14. století kdy se stal nejčastějším typem přilby šlap se špičatým hledím – tzv. huntskappen (psí čumák). Vývoj prodělaly také jezdecké štíty. Jejich velikost zůstala zhruba stejná, ale měly tvar obdélníku postaveného na výšku se zaoblenou spodní hranou. Od druhé poloviny 14. století se objevil na pravé straně štítu (z hlediska jezdce) výřez do kterého jezdec při útoku zakládal kopí.

## Pozdně středověká zbroj
V 15. století převažovaly v Evropě dvě hlavní módní vlny co se zbroje týče. Byl to jednak italský a jednak německý typ zbroje, které se lišily jak počtem a tvarem jednotlivých částí tak zdobením. Plná plátová zbroj kryla celé tělo bojovníka pouze v místech kde pláty nebyly (např. podpaždí) bylo na prošívanici našito kroužkové pletivo.
Pěší zbroj té doby byla mnohem variabilnější. Oblíbená byla tzv. půlzbroj, tj. kyrys, zádový plát, plátová ochrana rukou a plátová ochrana stehen a kolen. Nohy obvykle nebyly chráněny z důvodů pohyblivosti i když i zde se našly výjimky a nebylo jich málo. Chudší příslušníci šlechty nosili i nadále starší typy zbroje, kroužkové košile a různé plátové vesty. Sám Prokop Holý nosil údajně „tlustý kabát“ což je dobový výraz pro prošívanici. Oblíbená byla též brigantina, která se vyvinula z plátové vesty. Z helem převládal v našich zemích jednoznačně šlap a různé typy železných klobouků. Oblíbený byl ovšem i šalíř ať už s podbradím či bez něj. Ze štítů byly zastoupeny různé druhy pavéz a tarasů.

### Německá plátová zbroj
- přilba – u tohoto typu zbrojí se používal takzvaný šalíř, který poměrně dokonale chránil hlavu krom podbradí a spodní čelisti, proto byl kombinován s plátovým podbradím, kterému se říkalo také plechový vous.
- Ochrana trupu – byla realizována kyrysem a zádovým plátem. Kyrys byl obvykle několikavrstvý, odshora dolů jednou prolomený ven a zdobený různým počtem kanel. O zádovém plátu lze říci to samé. Kyrys se zádovým plátem přecházely v pase do tzv. šorce, na který byly nejčastěji připevněny ještě tzv. šosy chránící stehna jezdce. Tyto šosy byly v poslední čtvrtině 15. století nahrazeny u německé zbroje vysokými stehenními pláty.
- Ochrana nohou – byla realizována stehenním plátem s nákolenicí, ke kterému bylo v případě jezdectva možno ještě připojit plátovou ochranu holeně, lýtka a chodidla. Stehenní plát chránil nohu pouze zepředu, zadní strana nohy byla za jízdy přitisknuta ke koni. Byl opět zdoben různým počtem kanel. Zato část nohy od kolene dolů byla chráněna po celém svém obvodu a byla zakončena plátovým střevícem (tzv. sabatonem), často s velice dlouhou špicí. Plátová ochrana nohou byla vykována z tenčího plechu a nenosila se pod ní žádná tlumicí vrstva, ale pouze tenké nohavice. Jejím účelem byla ochrana hlavně před pořezáním než před přímým sekem.
- Ochrana rukou se skládala z rukavic, plátové paže a plátového ramene. Rukavice byly prstové, s malým plátkem na každý článek prstu. Plátek nad kloubem byl zpravidla vykován do malé špičky. Rukavice byly opět zdobeny různým počtem kanel a výbrusy na okrajích plátů. U plátové paže stojí za zmínku loketní kloub, který byl často velice špičatý a zdoben různým počtem kanel. Ramena jsou typově velmi různá, opět ovšem bohatě kanelovaná.

### Italská plátová zbroj
Hlavní části italské zbroje jsou stejné jako u zbroje německé. Avšak místo prstových rukavic se většinou používaly rukavice palcové, zbroj byla celkově zaoblenější a bez kanel. Pravé rameno bylo také méně chráněné za účelem zvýšení pohyblivosti ruky s mečem. Levé rameno bylo mohutnější. K italské zbroji se používaly tři hlavní typy přileb – uzavřený armet, potom bascinet a lehká barbuta.

## Novověká zbroj

### Pěší jednotky
S nástupem palných zbraní bylo levnější vybavit pěchotu jimi, než investovat do zbroje. Plátová zbroj se užívala jen zřídka. V Americké občanské válce dostávali někteří pěšáci zbroj, její hmotnost však vadila při dlouhých pochodech. Řada vojáků se jí proto při přemisťování zbavovala. Ocelovou zbroj lze nalézt i ve výbavě vojsk první světové války i v obdobích pozdějších.[zdroj?] Uplatnění nalézala jako protibalistická ochrana ve formě plátové vesty a dalších doplňků. Později s nástupem nových materiálů hmotnost zbroje značně klesla a v současné době ji nalézáme ve formě kevlarových neprůstřelných vest, policejních štítů a přileb.

### Jízdní jednotky
U jízdy se plátová zbroj udržela podstatně déle a ve větším měřítku. Vybavit jezdce střelnou zbraní bylo totiž v jejich počátku, vzhledem ke konstrukci zbraní, téměř nemožné. Se zmenšováním střelných zbraní a zjednodušováním jejich obsluhy se však prosadily částečně i u jízdy. Plátová zbroj u jízdních vojenských jednotek v Evropě prakticky vymizela až po první světové válce, kdy koně v přímém boji nahradily stroje.

## Slavné zbroje
- Svatováclavská zbroj